# Monster (site web)
Pour les articles homonymes, voir Monster.
Monster.com est un site d'emplois appartenant au groupe Monster Worldwide. Il a été créé aux États-Unis en 1999 à la suite de la fusion de The Monster Board (TMB) et Online Career Center (OCC), qui étaient deux sites Web de gestion de carrière sur Internet. Monster est principalement utilisé pour aider ceux qui cherchent un emploi à trouver une offre correspondant à leurs compétences et leur lieu géographique. Il fait partie des grands réseaux de sites de recrutement internationaux, au même titre que CareerBuilder ou StepStone, avec plus d'un million d'offres d'emploi en continu, plus de 150 millions de CV dans la base de données (2008) et plus de 63 millions de demandeurs d'emploi actifs par mois. La société emploie environ 5 000 employés dans 36 pays.[réf. nécessaire]

## Histoire
En août 2016, Randstad prend le contrôle de Monster Worldwide sur la base de 3,40 dollars par action,.
En 2024, Ranstad signe un partenariat avec le fond Apollo qui prend une participation dans Monster. Apollo ayant racheté CareerBuilder, voulait opérer une fusion des deux sites. 
Le 13 août 2025 Monster entre en procédure de redressement judiciaire.

## En France
En France, elle est présente via une filiale,  Monster Worlwide France, située 16 rue Clément Bayard à Levallois Perret. 
Son chiffre d'affaires 2014 est de  33 millions d'euros pour un effectif de 139 personnes - Président Gilles Cavallari.
Les principaux concurrents de Monster en France sont d'autres grands sites d'emploi généralistes : CornerJob, Cadremploi, Ouestfrance-emploi.com, Keljob.com, Meteojob, Apec, Regionsjob.com, ou encore CareerBuilder.fr

## Identité visuelle (logo)
En juillet 2014, Monster change son identité visuelle, adopte un logo plus moderne où le violet est plus prononcé.

Évolution du logo
Logo jusqu'en 2014.
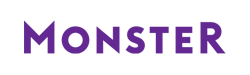
Logo depuis 2014.
Dernière version du logo